# Ichiban ushiro no dai maō
Ichiban ushiro no dai maō (いちばんうしろの大魔王? lett. "Il grande re demone finale") è una serie di light novel scritta da Shōtarō Mizuki e disegnata da Souichi Itō. La serie è edita da HJ Bunko e ne sono stati prodotti 13 volumi. Il 19 settembre 2008 è stato pubblicato il primo capitolo dell'adattamento manga disegnato sempre da Souichi Itō sulla rivista Champion Red ed il primo tankōbon è stato pubblicato il 5 giugno 2009. Un adattamento anime, prodotto dallo studio Artland e diretto da Takashi Watanabe, è andato in onda sulla rete televisiva AT-X dal 2 aprile al 18 giugno 2010 per un totale di 12 episodi. Nella successiva edizione Blu-ray in ogni disco è stato aggiunto uno speciale.

## Trama
Sai Akuto è uno studente appena trasferitosi all'Accademia delle Arti Magiche dove vorrebbe realizzare il sogno che ha fin da piccolo cioè quello di diventare un sommo sacerdote e così cambiare le cose che non vanno nel mondo. Alla stazione incontra Junko Hattori una ragazza che come lui frequenta l'Accademia e che appartiene alla famiglia Suhara incaricata di proteggere l'imperatore. Avendo sogni così simili decidono di scambiarsi un giuramento d'amicizia e se uno dei due dovesse romperlo colui che lo farà morirà con quella spada. Appena giunto all'Accademia è necessario sottoporsi ad un test di idoneità fisica che dice anche agli studenti quale sarà la loro occupazione futura. Incredibilmente quando giunge il momento del test di Akuto lo spirito artificiale prevede che il ragazzo diventerà il futuro "signore dei demoni". Dopo questa rivelazione tutta la scuola ha terrore del nuovo arrivato ed anche Junko si sente tradita. La sera, cercando di andare a trovare Junko per chiarire le cose, incontra un'altra studentessa di nome Soga Kēna che dice di conoscere già il ragazzo anche se lui non se lo ricorda. Nello stesso momento arriva anche Korone un Liladan incaricato dal governo di sorvegliare Akuto 24 ore su 24. I giorni per Akuto sono sempre più difficili ed inoltre a lui sono interessate altre tre ragazze: Fujiko Etou, Lily Shiraishi e Eiko Teruya che per motivi differenti gli hanno messo gli occhi addosso.

## Personaggi

I protagonisti della serie (da sinistra verso destra): Junko, Keena, Akuto, Fujiko, Korone e Hiroshi; sullo sfondo il drago Peterhausen

Akuto Sai (紗伊 阿九斗?, Sai Akuto)
Doppiato da: Takashi Kondo da adulto e Kaori Akashi da bambino
Sai Akuto da piccolo venne abbandonato sulla porta di una chiesa da una donna sconosciuta e cresciuto dalle suore. Una volta cresciuto riesce a superare l'esame per il trasferimento all'Accademia della Magia di Costant sognando un giorno di poter diventare un sommo sacerdote. Alla stazione ferroviaria incontra Junko Hattori una ragazza che frequenta la sua stessa scuola e che ha i suoi stessi ideali così i due stringono un patto di amicizia. Però, appena giunto all'Accademia, lo spirito Yata Garasu incaricato di predire l'occupazione futura di ogni studente gli predice che in futuro lui sarà il nuovo Signore dei Demoni. Le previsioni dello spirito non hanno mai sbagliato e gli studenti della scuola sono terrorizzati da Akuto ed anche Junko si sente tradita. Comunque non lasciandosi scoraggiare affronta la situazione con tutto il proprio coraggio ma a causa dell'enorme potere che possiede molte volte finisce per demolire buona parte dell'edificio scolastico o creare mostri inavvertitamente. A sorvegliarlo il governo mette una Liladan di nome Korone che ha anche il compito di proteggerlo. Diverse ragazze saranno interessate a Akuto, alcune genuinamente come Soga Kēna altre per interessi personali come Etō Fujiko. Nella serie animata ritrova un potentissimo drago di nome Peterhausen appartenuto al precedente signore dei demoni.
Junko Hattori (服部 絢子?, Hattori Junko)
Doppiata da: Yōko Hikasa
Junko è una guerriera simile ad un ninja discepola del dio Suhara che con la sua setta ha il compito di proteggere l'impero. È molto devota alle tradizioni ed ha un fortissimo senso della giustizia. Incontra Akuto alla stazione mentre il ragazzo aiutava sua nonna con i bagagli e scambiandolo per un malintenzionato lo attacca. Fatte le sue scuse scopre che i due hanno molto in comune e così si fanno una promessa di amicizia con la spada di Junko. Però appena scopre che Akuto è destinato a divenire il nuovo Signore dei Demoni si sente tradita ed umiliata per avergli creduto. Così decide che è meglio per tutti se il ragazzo scompaia ma ogni suo tentativo di eliminarlo fallisce lasciandola spesso in condizioni imbarazzanti. Essendo una tsundere non riesce a venire a capo dei propri sentimenti per Akuto ed ogni comportamento del ragazzo riesce ad interpretarlo male per poi successivamente pentirsene. In realtà è profondamente innamorata di Akuto ma il suo carattere ed il suo compito non le permettono di dichiararsi apertamente. Nel capitolo 15 del manga decide di attaccare ancora una volta Akuto ma il ragazzo questa volta non oppone resistenza lasciandosi trafiggere di proposito dalle lame di Junko ricordandosi la promessa fatta alla ragazza sul treno. Junko così capisce quali fossero le veri intenzioni di Akuto ed in lacrime lo prega di aprire gli occhi. Nell'episodio finale dell'anime invece decide di tradire la propria setta per restare con la persona che ama.
Kēna Soga (曽我 けーな?, Soga Kēna)
Doppiata da: Aki Toyosaki
Una compagna di classe di Akuto che però si assenta molto frequentemente da lezione. Possiede un fermaglio per i capelli che lo stesso Akuto le regalò da bambino, ha la capacità di rendere invisibile solo il proprio corpo quindi quando usa questa abilità deve spogliarsi completamente lasciando visibile il solo fermaglio. Un'altra sua capacità è quella della levitazione che utilizza spesso per volare a mangiare il riso nella stanza di Akuto. Anche essendo un'ottima studentessa non ha però sviluppato altri poteri oltre a questi. Crede fermamente che il riso possa portare felicità alle persone quando lo mangiano insieme. Kēna è irrazionale ed arriva molto spesso a bizzarre conclusioni, ad esempio nell'anime durante lo scontro con Junko crede di essere stata lei la causa dell'esplosione che ha ferito la ragazza. Chiama Akuto col soprannome di "Aa-chan" e prova forti sentimenti per lui. Kēna è la "ragazza della leggenda" colei che è destinata a legarsi col signore dei demoni e distruggere l'umanità. Nella sua anima alberga una seconda personalità, la parte che è eterna di lei di nome Rimu, che spiega a Kēna la sua triste storia e quella di Bōichirō. Rimu per aiutare le due persone che si sono innamorate di lei decide di dare la pace a Bōichirō, il cui unico scopo era quella di vederla felice in futuro, realizzando questo suo sogno e Akuto riscrivendo la storia e permettendogli di liberarsi dal fardello di essere il Signore dei Demoni. Purtroppo per Akuto questo piano ha successo solo in parte.
Korone (ころね?, Korone)
Doppiata da: Aoi Yūki
Korone è un liladan (リラダン?, Riradan), una specie di androide dalle fattezze di una giovane ed attraente ragazza inviato dal governo per sorvegliare e proteggere Sai Akuto 24 ore su 24. Anche se di solito è priva di emozioni è molto curiosa ed ama provocare Akuto ogni qualvolta ne ha un'occasione. Dorme in un piccolo armadio nella stanza di Akuto e la sua borsetta contiene un numero eccezionale di armi ed oggetti di varia utilità. Ha la capacità di leggere le emozioni delle persone e determinarne il livello di mana. Lei, come tutti i Liladan, può essere disattivata temporaneamente tirandole la piccola coda simile a quella di un coniglio. Anche se abbastanza fredda con le altre persone per lei Akuto è speciale e sembrerebbe provare qualcosa per lui.
Fujiko Etō (江藤 不二子?, Etō Fujiko)
Doppiata da: Shizuka Itō
Fujiko è l'attuale capo della famiglia Etō e la responsabile del dormitorio femminile dell'Accademia della Magia. Sotto questa apparenza da brava ragazza però si nasconde una persona totalmente diversa cinica e crudele che è a capo di un movimento segreto che utilizza la magia nera per controllare la scuola. Venuta a conoscenza dell'identità di colui che sarà il futuro Signore dei Demoni decide di farlo suo così da poter utilizzare i suoi poteri per intenti malvagi. Suo fratello maggiore, il precedente capo della famiglia Etō, venne assassinato subito dopo aver fallito una missione ed essersi autocancellato la memoria così Fujiko ne riporta in vita la sola testa, mantenuta in un liquido speciale, così da poter capire chi sia stato a commetterne l'omicidio. Agendo nell'oscurità prova diverse volte a fare cadere in trappola Akuto ma tutte le volte fallisce miseramente. Anche se non ha abbandonato le sue intenzioni malvagie ha iniziato a provare dei veri sentimenti per Akuto dichiarando apertamente che vorrebbe diventare la Regina dei Demoni per potergli stare accanto. Per raggiungere questo scopo nell'anime riesce a sottomettere diversi demoni di basso rango e grazie a lei viene ritrovato Peterhausen. È la più disinibita delle ragazze che stanno vicino a Akuto tanto da non aver problemi a masturbarsi in presenza della testa del fratello o a dichiarare di voler stare con Akuto per poterci anche andare a letto.
Lily Shiraishi (リリィ 白石?, Riryi Shiraishi)
Doppiata da: Ryō Hirohashi
Lily è la presidentessa del consiglio studentesco dell'Accademia della Magia. Indossa sempre un cappello a punta tipico delle streghe ed è una potentissima maga. Ha l'abilità di creare potenti barriere, saltare molto in alto ed allungare le proprie braccia a piacimento. Viene spesso accompagnata dalle altre tre componenti del consiglio studentesco: Kanna Kamiyama, Michie Ōtake e Aru'nuuru. Riesce a sconfiggere Akuto durante la loro prima battaglia e con questa scusa lo rinchiude nella sua villa e lo obbliga ad allenarsi. Nel secondo scontro tra i due ha la peggio ma Akuto, avendo capito che tutto l'allenamento fin lì era stato organizzato dalla ragazza stessa con il solo scopo di aiutarlo, non le porta rancore ed anzi la ringrazia prontamente. Nell'anime è la prima ragazza a baciare Akuto rivelando che anche lei è attratta dal ragazzo.
Hiroshi Miwa (三輪 寛?, Miwa Hiroshi)
Doppiato da: Tsubasa Yonaga
Hiroshi è la prima persona che accetta Akuto nell'Accademia e decide di diventarne subito il discepolo vedendo nel futuro Signore dei Demoni l'unico in grado di proteggerlo dai ripetuti atti di bullismo a cui era sottoposto. Anche se è sempre fedele a Akuto diverse volte interpreta male le sue richieste credendo che sotto ogni azione di Akuto si nasconda un secondo oscuro fine. Nella serie animata viene rivelato che lo spirito della scuola gli aveva predetto che sarebbe diventato l'eroe in grado di fermare il Signore dei Demoni. Ritrovato un potente bracciale acquisisce i poteri dell'unità D13 che lo rende in grado di trasformarsi nel leggendario eroe Brave (ブレイブ?, Bureibu). In questa modalità ha a disposizione numerose armi tra cui laser, lame di energia e cannoni al plasma. Mantiene la sua identità segreta a tutti ma Akuto ben presto capisce chi si nasconda dietro alla maschera di Brave. Nello scontro finale tra i due, Akuto, si fa ferire spontaneamente sapendo che Hiroshi non lo avrebbe mai ucciso e così lo obbliga a rilasciare l'energia mandando in sovraccarico la tuta e potendo così sconfiggerlo. È innamorato di Yūko Hattori, la sorella minore di Junko.
Mitsuko Torī (鳥井 美津子?, Torī Mitsuko)
Doppiata da: Chiaki Takahashi
La professoressa della classe 1-A a cui sono iscritti Akuto, Junko e Kēna. Oltre a questo ruolo è anche la dottoressa della scuola e una ricercatrice magica. Appena saputo della vera identità di Akuto gli dice senza troppi problemi che molti cercheranno di ucciderlo e se dovesse succedere lei lo riporterebbe in vita come non-morto per poterlo studiare liberamente. Questo atteggiamento mette spesso a disagio Akuto. Le sue abilità magiche, anche se di prim'ordine, non sono comunque all'altezza di quelle del futuro signore dei demoni.
Eiko Teruya (照屋 栄子?, Teruya Eiko)
Doppiata da: Haruka Tomatsu
Eiko è un agente governativo mandato ad indagare sulla possibilità che Akuto possa davvero diventare un giorno il Signore dei Demoni. Nei confronti di Akuto è molto possessiva e spesso lo abbraccia o gli si avvinghia. Come Junko è una discepola del dio Suhara e le due sono in pessimi rapporti anche per l'attrazione che provano entrambe per Akuto. Quando, durante il viaggio nel labirinto, Akuto abbraccia inavvertitamente Junko, Eiko dice di aver perso la sfida e se ne va irritata. Durante lo scontro finale con il Signore dei Demoni non esita a tentare di uccidere suo padre, prendere in ostaggio Yūko Hattori ed ordinare a Junko di uccidere Akuto. Purtroppo per lei tutti i suoi piani falliscono e prima di essere trafitta dalla spada di Junko viene salvata all'ultimo da Korone che non vuole che Junko si sporchi le mani.
Peterhausen (ピーターハウゼン?, Pitahauzen)
Doppiato da: Jouji Nakata
Peterhausen è un drago che vive nelle antiche rovine della città. Ritrovato da Fujiko e sconfitto da Akuto ne diventa fedele alleato. Racconta di essere appartenuto al precedente Signore dei Demoni e che per il suo padrone farebbe tutto. Nell'ultimo episodio si sacrifica per salvare Akuto e gli dona una parte di un suo dente.
Yūko Hattori (服部 ゆう子?, Yūko Hattori)
Doppiata da: Yuka Iguchi
La sorella minore di Junko conosciuta anche come l'idol Yuri Hoshino. Da piccola è stata morsa da un demone ed ora ogni qualvolta Akuto le si avvicini prova un dolore molto intenso. Odia tutti i demoni e vede in Brave, di cui è innamorata, una speranza per poterli eliminare tutti.
Kanna Kamiyama (神山 カンナ?, Kanna Kamiyama)
Doppiata da: Kaoru Mizuhara
Contabile del consiglio studentesco. Ha la capacità di trasformarsi in un enorme lupo dalla forza smisurata, quando è in forma umana le rimangono visibili le sole orecchie da lupo.
Michie Ōtake (大竹 美智恵?, Michie Ōtake)
Doppiata da: Yuka Iguchi
Vicepresidente del consiglio studentesco. Indossa sempre un mantello rosso ed ha la capacità di comandare enormi stormi di pipistrelli.
Aru'nuuru (アルヌール?, Arnoul)
Doppiata da: Minako Kotobuki
Segretaria del consiglio studentesco. È molto alta, ha dei lunghi capelli verdi e porta degli occhiali molto fini. Ha la capacità di costruire ed utilizzare macchine molto complicate. Nell'anime non è in grado di parlare ed utilizza la sola parola "Guga" in ogni contesto, solo nell'ultimo episodio, tra lo stupore delle amiche, pronuncia una frase completa.
Bōichirō Yamato (大和 望一郎?, Bōichirō Yamato)
Doppiato da: Tarusuke Shingaki
Conosciuto anche come il "viaggiatore del tempo" il suo scopo è quello di legarsi alla ragazza della leggenda evitando che si possa unire al Signore dei Demoni come vorrebbe il dio Suhara e così distruggere l'umanità. In passato si innamorò di Rimu che in quell'epoca era la Ragazza della Leggenda e la vide sacrificarsi legandosi all'allora Signore dei Demoni da quel giorno ha viaggiato nel tempo per evitare che una tragedia del genere potesse ripetersi. Cent'anni prima degli eventi attuali era riuscito a sconfiggere il precedente Signore dei Demoni. Riesce a rapire Kēna ed arrivare sul luogo del contratto ma all'ultimo Akuto riesce a sconfiggerlo e fermarlo. Rimu presente nella coscienza di Kēna come parte di essa dice che vuole che le due persone che si sono innamorate di lei possano essere felici e quindi che Bōichirō possa trovare la pace che cerca vedendola felice.

## Media

### Light novel
La light novel, scritta da Shōtarō Mizuki e disegnata da Souichi Itō, è stata pubblicata dal 1º febbraio 2008 al 29 marzo 2014 da Hobby Japan sotto l'etichetta HJ Bunko per un totale di tredici volumi.

#### Volumi
| Nº     | Titolo italiano (traduzione letterale) Giapponese 「Kanji」 - Rōmaji | Data di prima pubblicazione              | Data di prima pubblicazione |
| Nº     | Titolo italiano (traduzione letterale) Giapponese 「Kanji」 - Rōmaji | Giapponese                               |                             |
| Act 1  | Non voglio essere un demone! 「魔王になんかなりたくない！」 - Maō ni nanka naritakunai! | 1º febbraio 2008 ISBN 978-4-89425-660-6  |                             |
| Act 2  | Sfida il segreto nascosto nella scuola! 「学園に隠された秘密に挑む！」 - Gakuen ni kakusa reta himitsu ni idomu!                                                                             | 1º maggio 2008 ISBN 978-4-89425-703-0    |                             |
| Act 3  | Doki! Edizione scuola di mare festival del costume da bagno!! 「どきっ！ 水着祭りの臨海学校編!!」 - Dokitsu! Mizugi matsuri no rinkai gakkō-hen!!                                            | 1º settembre 2008 ISBN 978-4-89425-759-7 |                             |
| Act 4  | Il potere del demone finalmente si risveglia! 「魔王の力がついに覚醒する！」 - Maō no chikara ga tsuini kakusei suru!                                                                        | 1º dicembre 2008 ISBN 978-4-89425-794-8  |                             |
| Act 5  | Il diavolo, Akuto, può uccidere Dio?! 「魔王・阿九斗は神を殺すことができるのか!?」 - Maō Akuto wa kami o korosu koto ga dekiru no ka!?                                                       | 1º marzo 2009 ISBN 978-4-89425-830-3     |                             |
| Act 6  | La vera identità della studentessa di trasferimento Kena è piena di mistero!? 「謎に満ちた転校生ケーナの正体は!?」 - Nazo ni michita tenkōsei Kēna no shōtai wa!?                            | 30 giugno 2009 ISBN 978-4-89425-882-2    |                             |
| Act 7  | Una cospirazione mirata ad Akuto ingoia tutto l'istituto!! 「阿九斗を狙った陰謀が学院全てを飲み込む!!」 - Akuto to o neratta inbō ga gakuin subete o nomikomu!!                              | 1º settembre 2009 ISBN 978-4-89425-929-4 |                             |
| Act 8  | Demone VS demone!? 「魔王VS魔王!?」 - Maō VS maō!? | 1º dicembre 2009 ISBN 978-4-89425-966-9  |                             |
| Act 9  | Dov'è la battaglia del re demone Akuto per sfidare l'imperatore più forte? 「最強の皇帝に挑む、魔王・阿九斗の闘いの行方は!?」 - Saikyō no kōtei ni idomu, maō Akuto no tatakai no yukue wa!? | 1º aprile 2010 ISBN 978-4-7986-0029-1    |                             |
| Act 10 | Kana divenne l'imperatrice, ma presto diventerà una grande fuggiasca!? 「皇帝になったけーなが早速大暴走!?」 - Kōtei ni natta ke ̄naga sassoku dai bōsō!?                                      | 1º luglio 2010 ISBN 978-4-7986-0077-2    |                             |
| Act 11 | La battaglia per il trono è iniziata!? 「皇位争奪戦勃発!?」 - Kōi sōdatsu-sen boppatsu!? | 1º dicembre 2010 ISBN 978-4-7986-0150-2  |                             |
| Act 12 | Cosa c'è alla fine di questo mondo? 「この世界の果てにある物とは？」 - Kono sekainohate ni aru mono to wa?                                                                                   | 29 settembre 2012 ISBN 978-4-7986-0460-2 |                             |
| Act 13 | E la "storia" porta alla verità. 「そして「物語」は真実に至る――。」 - Soshite `monogatari' wa shinjitsu ni itaru ――.                                                                         | 29 marzo 2014 ISBN 978-4-7986-0799-3     |                             |

### Manga
L'adattamento manga scritto da Shōtarō Mizuki e disegnato da Souichi Itō, è stato serializzato dal 19 settembre 2008 al 19 dicembre 2013 sulla rivista Champion Red edita da Akita Shoten. I vari capitoli sono stati poi raccolti in cinque volumi tankōbon pubblicati tra il 20 maggio 2009 ed il 18 aprile 2014.
Essendo attualmente inedito in Italia, i titoli dei capitoli dell'opera sono tradotti letteralmente.

#### Volumi
| 1 | 20 maggio 2009 | ISBN 978-4-253-23466-5 |
| 1 | Capitoli (traduzioni letterali dei titoli) - Capitolo 001: È nato il Signore dei Demoni - Capitolo 002: Arriva una ragazza misteriosa - Capitolo 003: Eccentrico investigatore privato - Capitolo 004: Keina scompare!? - Capitolo 005: Diventiamo amici - Capitolo 006: La dea dell'accademia - Capitolo 007: Buona cucina significa amore ♥ |                        |
| 2 | 19 marzo 2010 | ISBN 978-4-253-23467-2 |
| 2 | Capitoli (traduzioni letterali dei titoli) - Capitolo 008: Battaglia cruenta! Membro del comitato disciplinare! - Capitolo 009: Il Signore dei Demoni si risveglia!? - Capitolo 010: Primo appuntamento? - Capitolo 011: La più forte! La presidentessa del consiglio studentesco - Capitolo 012: Allenamento infernale? - Capitolo 013: Battaglia decisiva! Il Signore dei Demoni VS la presidentessa del consiglio studentesco - Capitolo 014: La seduzione della strega - Capitolo 015: La promessa fatta quel giorno |                        |
| 3 | 20 maggio 2011 | ISBN 978-4-253-23468-9 |
| 4 | 20 aprile 2012 | ISBN 978-4-253-23469-6 |
| 5 | 18 aprile 2014 | ISBN 978-4-253-23470-2 |

### Drama CD
Sono stati pubblicati due drama CD prodotti da Edge Records. Il primo è uscito il 25 febbraio 2009 mentre il secondo il 30 settembre dello stesso anno.

### Anime
L'adattamento anime è stato trasmesso dal 3 aprile al 18 giugno 2010 sui canali Tokyo MX TV, Chiba TV, Sun TV ed in simulcast dal sito Anime News Network e da Crunchyroll. Una versione priva di censura è stata inoltre trasmessa due giorni dopo sul canale AT-X. La sigla di apertura dell'anime si intitola REALOVE:REALIFE ed è cantata dal gruppo pop femminile Sphere mentre la sigla di chiusura è Everyday Sunshine Line! di [Natsuko Aso]

#### Episodi
| Nº         | Titolo italiano (traduzione letterale) Giapponese 「Kanji」 - Rōmaji | In onda           | In onda |
| Nº         | Titolo italiano (traduzione letterale) Giapponese 「Kanji」 - Rōmaji | Giapponese        |         |
| Act 01     | È nata la matricola Signore dei Demoni 「悪魔王誕生!」 - Aku maō tanjō! | 3 aprile 2010     |         |
| Act 02     | Lo strano osservatore 「奇数オブザーバ」 - Kisū Obuzāba | 10 aprile 2010    |         |
| Act 03     | La senpai che mette un po’ di paura 「'は怖いビットです先輩」 - Wa kowai bitto desu senpai | 17 aprile 2010    |         |
| Act 04     | È divertente stare da soli? 「独房は楽しい?」 - Dokubou wa tanoshii? | 24 aprile 2010    |         |
| Act 05     | Fai attenzione al labirinto sotterraneo 「地下迷宮にご用心」 - Chika meikyuu ni Goyoujin | 1º maggio 2010    |         |
| Act 06     | Andiamo a scuola vicino al mare! 「臨海学校へ行こう!」 - Rinkaigakkou e ikou! | 8 maggio 2010     |         |
| Act 07     | Appare l'Eroe Leggendario! 「伝説の勇者現る!」 - Densetsu no yuusha Arawaru! | 15 maggio 2010    |         |
| Act 08     | Hai una cotta? 「あの子にご執心?」 - Ano ko ni goshuushin? | 22 maggio 2010    |         |
| Act 09     | Confusione all'omiai 「とんだお見合い騒動」 - Tonda omiai soudou | 29 maggio 2010    |         |
| Act 10     | La guerra imperiale di Sai Akuto nella capitale 「阿九斗の帝都大戦争」 - Akuto no teito dai sensou | 5 giugno 2010     |         |
| Act 11     | La battaglia finale delle ragazze 「女たちの最終決戦」 - Onnatachi no saishū kessen | 12 giugno 2010    |         |
| Act 12     | La conclusione perfetta? 「おしまいは完璧?」 - Oshimai wa kanpeki? | 18 giugno 2010    |         |
| Special 01 | Whoa?! Un torneo di nuoto con ragazze ovunque? Ci sono anche uno o due incidenti? 「もひとつおまけの大魔王: ACT 01 ドキ!? 女子だらけの水泳大会! ポ○リもあるよ!?」 - Mo hitotsu omake no dai maō: Act 1 doki!? Joshi darake suieitaikai! Pori moaru yo!?  | 25 giugno 2010    |         |
| Special 02 | Il libro batticuore di tattiche ninja di Junko!? 「もひとつおまけの大魔王: ACT 02 絢子のドキドキ忍法帖!?」 - Mo hitotsu omake no dai maō: Act 2 junko no dokidoki ninpouchou!?                                                                           | 23 luglio 2010    |         |
| Special 03 | Il grembiule dell'amore di Keena!? 「もひとつおまけの大魔王: ACT 03 けーなの愛のエプロン!?」 - Mo hitotsu omake no dai maō: Act 3 Keina no ai no apron!?                                                                                                 | 25 agosto 2010    |         |
| Special 04 | Sopravvivenza estrema!? 「もひとつおまけの大魔王: ACT 04 遭難サバイバル!?」 - Mo hitotsu omake no dai maō: Act 4 sounan Survival!? | 22 settembre 2010 |         |
| Special 05 | Il rapporto di Korone. O meglio, le tranquille giornate, di Sai Akuto. 「もひとつおまけの大魔王: ACT 05 ころねリポート。 或いは紗伊阿九斗のつつがない日常」 - Mo hitotsu omake no dai maō: Act 5 Korone Report. Aruiwa Sai Akuto no tsutsuganai nichijou | 22 ottobre 2010   |         |
| Special 06 | Il consiglio studentesco in estasi? 「もひとつおまけの大魔王: ACT 06 ユカイツーカイ生徒会!?」 - Mo hitotsu omake no dai maō: Act 6 yukai tsuukai seitokai!?                                                                                              | 25 novembre 2010  |         |